# Saint Peter (Montserrat)
Pour les articles homonymes, voir Saint Peter.
Saint Peter est l'une des trois paroisses de Montserrat. Depuis la terrible éruption de la Soufrière, Saint Peter est la seule paroisse habitée de Montserrat.